# Irene Montrucchio
Irene Montrucchio Beaus (* 7. Oktober 1991 in Barcelona) ist eine ehemalige spanische Synchronschwimmerin.

## Erfolge
Irene Montrucchio gewann 2009 bei der World Trophy in Montreal mit Silber in der Kombination und Bronze im Themenwettbewerb ihre ersten internationalen Medaillen. Noch besser verlief die World Trophy im Jahr darauf in Moskau, wo sie sowohl im Themen- als auch im Highlightwettbewerb jeweils mit der Mannschaft Gold gewann. Ebenfalls 2010 belegte sie bei den Europameisterschaften in Budapest mit der Mannschaft in der Kombination den zweiten Platz und erhielt Silber. Die Weltmeisterschaften 2011 in Shanghai schloss sie im freien Programm der Mannschaftskonkurrenz auf dem Bronzerang ab. Besonders erfolgreich verlief das Jahr 2012 für Montrucchio. Bei den Europameisterschaften 2012 in Eindhoven wurde sie mit der Mannschaft sowohl in der Kombination als auch in der Mannschaftskonkurrenz jeweils Europameisterin. Darüber hinaus gehörte sie zum spanischen Kader bei den Olympischen Spielen in London. Im Wettbewerb mit der Mannschaft erzielte die spanische Equipe mit Clara Basiana, Alba María Cabello, Ona Carbonell, Margalida Crespí, Thaïs Henríquez, Paula Klamburg, Andrea Fuentes und Laia Pons sowohl in der technischen Übung als auch in der Kür jeweils das drittbeste Resultat, womit die Spanierinnen auch die Gesamtwertung mit 193,120 Punkten als Dritte abschlossen und hinter den Olympiasiegerinnen aus Russland sowie der chinesischen Mannschaft die Bronzemedaillen gewannen. Montrucchio kam in den Wettkämpfen zwar nicht zum Einsatz, erhielt aber ebenso die Bronzemedaille. Die Spiele waren gleichzeitig ihr letzter internationaler Wettkampf.